# Barnbruch
Der Barnbruch im Aller-Urstromtal ist ein Feuchtgebiet von internationaler Bedeutung, das vielen vom Aussterben bedrohten Vogel-, Amphibien- und Insektenarten Lebensraum bietet. Es liegt zwischen den Städten Wolfsburg und Gifhorn und besteht aus einem geschlossenen Waldgebiet von rund 1.500 ha Fläche mit umgebenden Wiesen und Weiden. Das Niederungsgebiet liegt je zur Hälfte auf Wolfsburger Stadtgebiet und im Landkreis Gifhorn. Der Barnbruch ist neben dem rund 15 km östlich gelegenen Drömling das ökologisch wertvollste Niederungsgebiet im Oberlauf der Aller. 

## Lage
Der Barnbruch mit den Ausmaßen von etwa 4 × 7 Kilometer wird begrenzt:

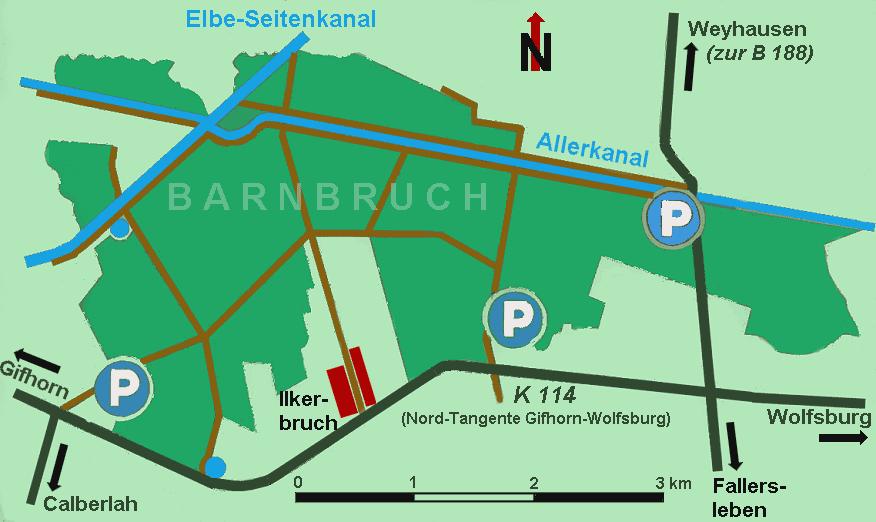
Lageskizze des Barnbruch

- Im Westen vom Elbe-Seitenkanal und dem künstlich geschaffenen Tankumsee (Gemeinde Isenbüttel)
- Im Norden von der Aller und den Orten Osloß und Weyhausen
- Im Osten von den Industrieanlagen des Wolfsburger Volkswagen-Werkes
- Im Süden von der Kreisstraße K 114 (Nordtangente Wolfsburg-Gifhorn) und dem Ort Calberlah

## Entwässerung
Ursprünglich war der Barnbruch ein sumpfiger Bruchwald. Das war 1830 Grund für die Bewohner der anliegenden Dörfer, sich bei ihrem König zu beschweren. Sie hätten seit Jahren kein Heu geerntet und ihre Höfe seien durch jahrelanges Hochwasser ruiniert. Mit dem Staatsvertrag zwischen Preußen, Hannover und Braunschweig über die Regulierung der Aller und der Ohre 1860 begannen die Entwässerungsarbeiten. Zur Trockenlegung trug vor allem der 1860–63 gegrabene Allerkanal zwischen Wolfsburg und Gifhorn bei. Die Entwässerung wandelte die Sumpflandschaft in ein Feuchtgebiet mit artenreichen Waldgesellschaften, in denen Bruch- und Auwälder mit Birken, Eichen, Eschen sowie Erlen vorkommen. Heute sind große Teile des Barnbruchs Naturschutzgebiete, in denen einige Bereiche ihrer natürlichen Entwicklung ohne menschliche Störung überlassen sind.

Lage des Feuchtgebietes

## Waldbestand
Bis 1770 war der sumpfige Bruchwald forstlich unerschlossen. Nur auf einzelnen erhöhten Stellen (Sanddünen eiszeitlicher Herkunft) wuchsen Kiefern. Das hoch stehende Grundwasser und die periodischen Überschwemmungen bildeten den Erlenbruchwald aus, der menschlicher Nutzung weitgehend verschlossen blieb. 1833 hatten im Barnbruch Weichhölzer, vor allem die Erle, einen Flächenanteil von 82 %, die Kiefer nur 1 %. 1875 hatte sich infolge der Entwässerung der Waldbestand grundlegend gewandelt. Die Erle nahm nur noch 42 % ein, dafür hatten Kiefer und Birke einen Waldanteil von 51 %.